# Dorian Ribas Marinho
Dórian Ribas Marinho (Rio de Janeiro, 1951) é um artista visual (gravador e desenhista) brasileiro radicado em Santa Catarina, com mestrado em Arte, Cultura e Educação pela UDESC.

Foi professor de gravura, assistente de Ivan Serpa no Museu de Arte Moderna do Rio de Janeiro (1968/69), tendo participado de centenas de exposições internacionais como as bienais de Cracóvia, Ljubljana, Tokyo, Figura 2 (Leipzig) etc., e ainda organizado eventos como a Bienal Internacional de Gravura e Arte Gráfica de Cabo Frio (1982/85), Bahia Paperart (1986), etc.

A partir de 1978 passa a fazer arte postal (mail art) como um dos pioneiros do movimento no Brasil e poesia experimental (poesia visual), recebendo premiação no Festival de Poesia de Komotini (Grécia), sendo selecionado na Bienal de Poesia Experimental de Badajoz (Espanha - 2005/2010/2011), organizando diversas exposições internacionais (mail art & visual poetry) sob temas relacionados com os Direitos Humanos (Child Abuse / Freedom & Prison / Human Rights / Tolerance X Intolerance / Job or Slavery / War or Peace / Power X Rights etc.).

Como Advogado desde 1977 e defensor dos Direitos Humanos foi membro da Comissão de Estágio e Exame de Ordem da OAB/SC (1997/98), membro do Tribunal de Ética e Disciplina da OAB/SC (2004/09), membro da Comissão de Ensino Jurídico da OAB/SC (2007/09) e Presidente da Comissão de Direitos Humanos da OAB/SC desde 2001.
Foi professor de Direitos Humanos na graduação e pós-graduação da UDESC - Universidade do Estado de Santa Catarina (2001/04), no Centro de Formação de Oficiais da Polícia Militar do Estado de Santa Catarina (1997/06), tendo diversos textos sobre Direitos Humanos publicados em livros e revistas jurídicas.

##### Exposições Nacionais Mais Relevantes
- Light (Public Energy Company) / Purchase Award (Rio de Janeiro - RJ);
- Universidade Federal de Santa Maria (Santa Maria - RS);
- Museu de Arte de Alegrete (Alegrete-RS);
- Museu Internacional de Arte Contemporânea (Salvador - BA);
- Museu de Artes Gráficas de São Paulo (São Paulo - SP);
- Museu da Gravura Brasileira de Bagé (Bagé - RS);
- Museu de Artes de Joinville (Joinville - SC);
- Museu de Arte Moderna do Rio de Janeiro (1961 / 1965 - Rio de Janeiro - RJ);
- Museu Carlos Gomes (Campinas - SP);
- Galeria do BCN - Banco de Crédito Nacional (Rio de Janeiro - RJ);
- Galeria do IBEU - Instituto Brasil Estados Unidos (Rio de Janeiro - RJ);
- Centro de Arte de Nova Friburgo (1964 - Nova Friburgo - RJ).

#### Exposições Internacionais Mais Relevantes
- Municipal Museum of Art (Kyoto - JAPAN);
- Internationale Buchkunst Ausstellung (Leipzig - GERMANY);
- Kwan Hoon Museum of Fine Art (Seoul - KOREA);
- Club of Young Artists (Budapest - HUNGARY);
- Caffè Voltaire (Firenze - ITALY);
- Wiener Secession (Vienna - AUSTRIA);
- National Kunsan University (Kunsan - KOREA);
- International Museum of Electrographic Prints (Cuenca - SPAIN);
- Anarchist Media Institute Archives (Melbourne - Australia);
- MTG / International Print Triennial (Krakow - POLAND);
- Prints for Peace Program / David Kamm Project (Decorah/IA - U.S.A.);
- UFO Museum (Portand/OR - U.S.A.);
- International Art Collective (Barcelona - SPAIN);
- Portland Contemporary Art Museum (Portland/OR - U.S.A.);
- The History & Art Museum of Kalinigrad (Kalinigrad - RUSSIA);
- The Ruth & Marvin Sackner Archive of Concrete and Visual Poetry (Miami Beach/FL - U.S.A.);
- Eternal Press Archive (Oakland/CA - U.S.A.);
- Taller Del Sol Mail-Art Archive Museum (Tarragona - SPAIN);
- Museo de Zarzuela Del Monte (Segovia - SPAIN);
- National Museum of Arta Cluj-Napoca (Cluj - ROMANIA);
- LVIV Palace of Arts (Lviv - UKRAINE);
- Pinacoteca de Arte Contemporaneo (Zarzuela del Monte - SPAIN);
- Archivo Museo Taller Del Sol (Tarragona - SPAIN);
- The Female Human Flower Archives (Utrecht - HOLLAND);
- Eberstädter Donnerkeil (Eberstadt - GERMANY);
- Yellow Postkunst Box (Zurich - SWITZERLAND);
- Archivo Internazionale Mail Art di Ceris Arte (Cosenza – ITALY);
- Municipal Public Library (Gliwice – POLAND);
- Tam Rubberstamps Archives (Tilburg – HOLLAND).
- Spaventapasseri, Mail Art Project (Italia, 2010-2011)[14]

#### Trabalhos Premiados (Nacionais)
- 26º Salão de arte do Estado do Paraná (Curitiba - PR);
- II Bienal Nacional de Artes Plásticas (Salvador - BA);
- I /V Salão de Verão – Museu de Arte Moderna (Rio de Janeiro - RJ);
- 24º Salão Nacional de Arte Moderna (Rio de Janeiro - RJ);
- I Salão Nacional de Artes Plásticas (Rio de Janeiro - RJ);

#### Críticas
“A linguagem da gravura é, como toda comunicação e qualquer arte, algo de palpitante. Na sua escrita de traços, sombras e luz ela é rica e viva, o que leva os amadores da arte a um enleio e devaneio contemplativo, sem par. Foi por isso uma felicidade que grupos de gravadores brasileiros em tres ou quatro momentos diversos, mas felizes, hajam podido captar toda a força de sua arte e encaminhá-la na criação moderna com uma segurança e dignidade artesanal dignas de respeito. Um desses grupos foi, de certa maneira, o do Atelier de Gravura do Museu de Arte Moderna do Rio de Janeiro. 
 Não tendo sido somente uma escola, ele constituiu, a partir de 1959, talvez devido aos moldes circunstanciais de sua formação em torno de Friedlander, uma equipe, quase uma “escola”, em outro sentido da palavra, uma oficina com estilo, que contou e conta singularmente na vida artística brasileira, se bem que a liberdade de trabalho não condicionasse seus orientadores e participantes a uma unidade configuracional ou de “receita”. Sempre houve multiplicidade nos trabalhos do grupo, mas, de certo modo, ele coincidiu com uma unidade fundamental da visão da matéria, da técnica e das formas de nossa época. O público pode ver nesta mostra de 1964, uma seleção de trabalhos dos alunos do Atelier, com uma tendencia à fantasia que envolve mais o conjunto, a partir de jovens bem jovens como Dórian Ribas Marinho, demonstrando que continua segura a aprendizagem e o dominio da técnica, sobretudo da água-tinta e da água-forte, revelada através dos trabalhos expostos. Os exemplos falam pelo todo, digno de ser visto de perto e devagar, como qualquer arte.” (BARATA, Mário. Catálogo da exposição no Museu de Arte Moderna do Rio de Janeiro, 1964.)

“Se a rigor não apresenta pesquisas originais (o que é sempre difícil de ser obtido, tanto no Brasil como na maioria dos outros países) a obra de Dórian Ribas Marinho revela pelo menos um propósito claro de renovação. E procura expressar-se, com uma nota irrecusável de originalidade pessoal, dentro do atual panorama das artes visuais em nosso País.” (BENTO, Antonio. Catálogo da exposição ‘Valores Novos’, Galeria do IBEU-Instituto Brasil-Estados Unidos, Rio de Janeiro – 1973.)